# Парно граст
Парно граст (Parno graszt) е унгарска група за циганска етно музика.
Групата се формира през 1987 г. в провинция Саболч-Сатмар-Берег Szabolcs-Szatmár-Bereg – район на Унгария, съхранил своята автентичност от миналото до днес.
Името на групата „Парно граст“ означава буквално „бял кон“. Основният състав на групата включва 12 души – певци, музиканти и танцьори на възраст от 10 до 72 години.
Групата изпълнява цигански песни от всички райони на Унгария, както и от други страни.
Издадени албуми:
- Ez a világ nekem való 2007,
- Járom az utam 2004,
- Rávágok a zongorára 2002.